# Теньо Стоянов
Теньо Иванов Стоянов е български журналист.

## Биография
Роден е на 1 октомври 1911 г. в Шумен. Участва в Съпротивителното движение през Втората световна война. Завършва висше образование в Свободния университет в София (днес УНСС), специалност дипломация и консулство.
Специален кореспондент e на в. „Работническо дело“ и редактор на в. „Фронтовак“ по време на войната срещу Германия (1944 – 1945).
По-късно е отговорен секретар и редактор на вестник „Литературен фронт“. След това кореспондент на БТА в Москва. За известно време е и директор на Българския културен център във Варшава.